# Лоузер, Вера
Вера Лоузер (урожд. Адриан; англ. Vera Looser (Adrian); род. 28 октября 1993, Виндхук, Намибия) — намибийская профессиональная шоссейная велогонщица.

## Спортивная карьера
Представляла свою страну на Играх Содружества 2014 и 2018 годов, а также на летних Олимпийских играх 2016 года. Десять раз, в том числе девять лет подряд в период с 2014 по 2022 год, становилась чемпионкой Намибии в групповой гонке и семь раз в индивидуальной гонке.